# Fokker M.7
O Fokker M.7 foi um avião de observação alemão, usado durante a Primeira Guerra Mundial pelas forças armadas da Alemanha e da Áustria-Hungria.

## Projeto e desenvolvimento
Vinte aeronaves, motorizadas com o motor giratório de 80 hp Oberursel U.0, foram construídas, das quais algumas foram utilizadas pela Kaiserliche Marine (Marinha do Império Alemão) em estações na costa. Era um biplano de configuração convencional, com asa ligeiramente escalonada e utilizando o sistema de "wing warping" para o controle de roll, uma cabine de pilotagem em tandem aberta e o caraterístico leme da Fokker em formato de vírgula.
O W.3 / W.4 foi uma versão hidroavião do M.7.

## Histórico operacional
A aeronave foi operada por forças austro-húngaras sob a designação Type B.I, seguindo os prefixos utilizados no Império Alemão do Sistema de designação de aviões Idflieg.

## Versões
- M.7 : Versão de reconhecimento com dois assentos.
- W.3 : Possivelmente uma identificação errônea do W.4
- W.4 : Versão hidroavião de reconhecimento com dois assentos equipado com bóias

## Operadores
Alemanha
- Kaiserliche Marine

 Áustria-Hungria
- Força Aérea do Império Austro-Húngaro